# Peter Westergaard
Peter Talbot Westergaard (* 28. Mai 1931 in Urbana, Illinois oder Champaign, Illinois; † 26. Juni 2019) war ein US-amerikanischer Komponist und Musiktheoretiker. Er lehrte an der Princeton University.

## Werdegang
Westergaard wurde in Urbana geboren. Er studierte in Harvard und Princeton bei Roger Sessions, Edward Cone und Milton Babbitt und schloss 1953 und 1956 als Master of Fine Arts ab. Außerdem studierte er bei Walter Piston und – mit einem Fulbright-Stipendium – bei Darius Milhaud (Paris) und Wolfgang Fortner in Freiburg im Breisgau.
Westergaard unterrichtete an der Columbia University, dem Amherst College und ab 1968 an der Princeton University, wo er u. a. ein Opernstudio aufbaute. Als Komponist schrieb er vor allem Opern und Kammermusik.

## Werke

### Opern
- Mr. and Mrs. Discobbolos (1966)
- The Tempest (1994)
- Moby Dick: Scenes from an Imaginary Opera (2004)
- Alice in Wonderland (2006)

## Schriften
- Peter Westergaard An Introduction to Tonal Theory. New York: W.W. Norton, 1975.